# Molophilus (Molophilus) appressospinus
Molophilus (Molophilus) appressospinus is een tweevleugelige uit de familie steltmuggen (Limoniidae). De soort komt voor in het Neotropisch gebied.